# Ascalaphus longistigma
Ascalaphus longistigma är en insektsart som först beskrevs av Robert McLachlan 1871.
Ascalaphus longistigma ingår i släktet Ascalaphus och familjen fjärilsländor. Inga underarter finns listade i Catalogue of Life.